# Consulat général de Turquie à Paris
Le consulat général de Turquie à Paris est une représentation consulaire de la République de Turquie en France. Il est situé rue de Sèvres, à Boulogne-Billancourt, en Île-de-France.

## Annexe